# Elezioni generali in Perù del 2006
Le elezioni generali in Perù del 2006 si tennero il 9 aprile (primo turno) e il 4 giugno (secondo turno) per l'elezione del Presidente e il rinnovo del Congresso della Repubblica.
Le elezioni presidenziali videro la vittoria di Alan García Pérez, sostenuto dall'Alleanza Popolare Rivoluzionaria Americana, che sconfisse al ballottaggio Ollanta Humala, appoggiato dall'Unione per il Perù.

## Risultati

### Elezioni presidenziali
| Candidati                 | Partiti                                                | I turno    | I turno | II turno   | II turno |
| Candidati                 | Partiti                                                | Voti       | %       | Voti       | %        |
| ------------------------- | ------------------------------------------------------ | ---------- | ------- | ---------- | -------- |
| Alan García Pérez         | Alleanza Popolare Rivoluzionaria Americana             | 2 985 858  | 24,32   | 6 965 017  | 52,63    |
| Ollanta Humala            | Unione per il Perù (PNP)                               | 3 758 258  | 30,62   | 6 270 080  | 47,37    |
| Lourdes Flores Nano       | Unità Nazionale (PPC - PSN - RN)                       | 2 923 280  | 23,81   |            |          |
| Martha Chávez Cossio      | Alleanza per il Futuro (Cambio 90 - Nuova Maggioranza) | 912 420    | 7,43    |            |          |
| Valentín Paniagua Corazao | Fronte di Centro (Azione Popolare - Somos Perú)        | 706 156    | 5,75    |            |          |
| Humberto Lay Sun          | Restaurazione Nazionale                                | 537 564    | 4,38    |            |          |
| Susana Villarán           | Concertación Descentralista                            | 76 106     | 0,62    |            |          |
| Jaime Salinas             | Justicia Nacional                                      | 65 636     | 0,53    |            |          |
| Javier Diez Canseco       | Partido Socialista                                     | 60 955     | 0,50    |            |          |
| Natale Amprimo            | Alleanza per il Progresso                              | 49 332     | 0,40    |            |          |
| Pedro Koechlin Von Stein  | Con Fuerza Perú                                        | 38 212     | 0,31    |            |          |
| Alberto Moreno            | Movimiento Nueva Izquierda                             | 33 918     | 0,28    |            |          |
| Alberto Borea             | Fuerza Democrática                                     | 22 584     | 0,18    |            |          |
| Ulises Humala             | Avanza País                                            | 24 518     | 0,20    |            |          |
| Ciro Gálvez               | Renacimiento Andino                                    | 22 892     | 0,19    |            |          |
| Javier Espinoza           | Progresemos Perú                                       | 13 965     | 0,11    |            |          |
| José Cardó Guarderas      | Reconstrucción Democrática                             | 11 925     | 0,10    |            |          |
| Ántero Asto               | Resurgimiento Peruano                                  | 10 857     | 0,09    |            |          |
| Ricardo Wong              | Y se llama Perú                                        | 10 539     | 0,09    |            |          |
| Luis Guerrero             | Perú Ahora                                             | 8 410      | 0,07    |            |          |
| Totale                    | Totale                                                 | 12 275 384 | 100     | 13 235 097 | 100      |

### Elezioni parlamentari
| Liste                                                  | Voti       | %     | Seggi |
| ------------------------------------------------------ | ---------- | ----- | ----- |
| Unione per il Perù                                     | 2 274 739  | 21,15 | 45    |
| Alleanza Popolare Rivoluzionaria Americana             | 2 213 562  | 20,59 | 36    |
| Unità Nazionale (PPC - PSN - RN)                       | 1 648 577  | 15,33 | 17    |
| Alleanza per il Futuro (Cambio 90 - Nuova Maggioranza) | 1 408 055  | 13,09 | 13    |
| Fronte di Centro (Azione Popolare - Somos Perú)        | 760 245    | 7,07  | 5     |
| Perù Possibile                                         | 441 441    | 4,11  | 2     |
| Restaurazione Nazionale                                | 432 191    | 4,02  | 2     |
| Alleanza per il Progresso                              | 248 437    | 2,31  | –     |
| Fronte Indipendente Moralizzatore                      | 156 418    | 1,45  | –     |
| Fuerza Democrática                                     | 153 435    | 1,43  | –     |
| Justicia Nacional                                      | 151 163    | 1,41  | –     |
| Partido Socialista                                     | 134 164    | 1,25  | –     |
| Movimiento Nueva Izquierda                             | 133 102    | 1,24  | –     |
| Avanza País                                            | 122 653    | 1,14  | –     |
| Concertación Descentralista                            | 91 783     | 0,85  | –     |
| Fronte Popolare Agricolo del Perù                      | 85 019     | 0,79  | –     |
| Renacimiento Andino                                    | 75 444     | 0,70  | –     |
| Con Fuerza Perú                                        | 71 383     | 0,66  | –     |
| Perú Ahora                                             | 46 439     | 0,43  | –     |
| Reconstrucción Democrática                             | 28 775     | 0,27  | –     |
| Proyecto País                                          | 21 539     | 0,20  | –     |
| Resurgimiento Peruano                                  | 20 579     | 0,19  | –     |
| Y se llama Perú                                        | 19 859     | 0,18  | –     |
| Progresemos Perú                                       | 13 998     | 0,13  | –     |
| Totale                                                 | 10 753 000 | 100   | 120   |

- I 17 seggi di Unità Nazionale furono così ripartiti: 8 PPC; 3 PSN, 1 RN; 5 indipendenti.

## Principali candidature
- Ollanta Humala (PNP). Ex militare, fondatore del Partido Nacionalista Peruano un movimento che ha come obiettivo la rifondazione dello stato peruviano ed è vicino alle posizioni del governo di Hugo Chávez. Contrario al neoliberismo e agli aiuti economici offerti dagli Stati Uniti e dal Cile considerati come storici nemici dello sviluppo della nazione. Ha come sua ideologia l'etnocacerismo, una dottrina confusa tra il fascismo e il comunismo. Favorevole all'aborto si è attirato le critiche della Conferenza Episcopale del Perù. Sua roccaforte elettorale è il sud del paese. Al primo turno ha ottenuto il 30,5% dei voti arrivando al primo posto. Dato che non è riuscito a registrare in tempo il suo movimento è stato appoggiato dal movimento di centro Uníon por el Perù.
- Alan García (APRA). Membro dell'Alleanza Popolare Rivoluzionaria Americana, ha già ricoperto la carica presidenziale dal 1985 al 1990 il cui governo è terminato con una forte impopolarità a causa della crisi economica ed una iperinflazione che raggiunse il 7500%. Ripresentatosi alle elezioni del 2001, le prime dopo la dittatura di Alberto Fujimori, è stato sconfitto con il 46,9% al ballottaggio. Nel mese di febbraio 2005 ha annunciato la sua ricandidatura presentandosi come il candidato del cambio responsabile, inizialmente sfavorito nei sondaggi negli ultimi mesi della campagna elettorale ha avuto una forte rimonta fino ad ottenere il secondo posto con il 24,8% dei voti.
- Lourdes Flores Nano (PPC). Membro del Partido Popular Cristiano, un partito riformista di centro e parte integrante della coalizione di centro Unidad Nacional. Già candidata nel 2001 non è riuscita a raggiungere il ballottaggio perché superata da un 1,5% da Alan García. Nuovamente candidata nel 2006 presentandosi con un programma questa volta di stampo socialcristiano e schierato su posizioni centriste dopo essere stata accusata per anni di rappresentare gli interessi della destra liberista, è stata nuovamente superata per un 1,5% dal candidato socialdemocratico García. Al ballottaggio ha appoggiato indirettamente Alan García intravedendolo come il male minore rispetto al candidato nazionalista Ollanta Humala.
- Marta Chavez (AF). Candidata del partito fujimoriista Alianza para el Futuro. Alle elezioni si è presentata con un programma di stampo populista senza un'idea politica precisa anche se generalmente viene considerata come un'opzione di destra. Principale obiettivo dell'AF è quello di liberare l'ex presidente peruviano-giapponese Alberto Fujimori.
- Valentín Paniagua (FDC). Ex presidente tra il 2000 e il 2001, Paniagua è un membro del partito di centro Azione Popolare. Alle elezioni si è presentato come candidato di alcune forza politiche di centro contrarie all'Unidad Nacional.